# Мјенчанг
Мјенчанг (潮阳) град је Кини у покрајини Гуангдонг. Према процени из 2009. у граду је живело 350.608 становника.

## Становништво
Према процени, у граду је 2009. живело 350.608 становника.
| 1990.   | 2000. | 2009    |
| ------- | ----- | ------- |
| 205.430 | …     | 350.608 |